# خرسانة شفافة
الخرسانة الشفافة هي مادة بناء مصنوعة من الخرسانة بخصائص نقل الضوء بسبب عناصر ضوئية مدمجة ، عادةً الألياف البصرية. يمر الضوء من خلال الحجر من طرف إلى آخر. لذلك ، يجب أن تمر الألياف عبر الجسم بأكمله. ينتج عن هذا نمط معين من الضوء على السطح الآخر ، اعتمادًا على بنية الألياف. تظهر الظلال الساقطة على الاوجه ككفاف ظاهر.

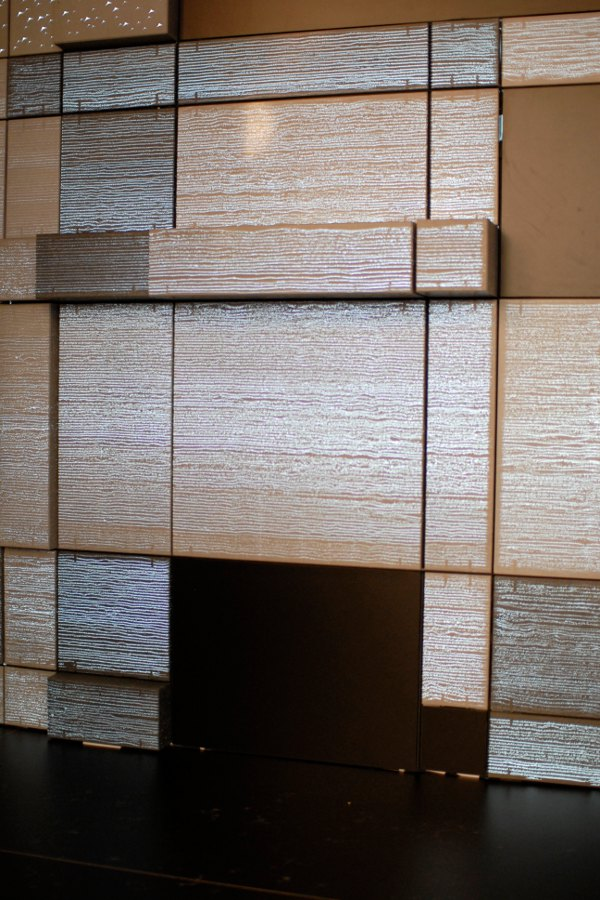
خرسانة شفافة